# Азалія
Аза́лія (англ. Azalea, лат. Azalea) — листопадний квітучий кущ роду Rhododendron родини Ericaceae. Існує кілька видів, зустрічаються в Азії та північній Америці, на основі якого виведено багато декоративних варіантів. Азалії — близькі родичі вічнозелених рододендронів.
Азалія — рід рослин родини вересових, який часто відносять до роду рододендрон. В Житомирській і Рівненській областях росте азалія жовта (Azalea pontica = Rhododendron flavum) з золотисто-жовтими квітками. Азалія жовта є реліктовим видом. Поширений цей вид також в Малій Азії і на Кавказі. Нектар квіток азалії жовтої отруйний. Кімнатною і оранжерейною рослиною є Азалія індійська (Azalea indica = Rhododendron indicum) родом з Індії і Китаю.

## Вирощування і догляд
- Освітленість: Азалія — досить примхлива кімнатна рослина. Їй потрібно світле або напівтінисте місце, причому світло повинне бути обов'язково розсіяним, тому що прямих сонячних променів азалія не переносить. Улітку її рекомендується виносити на відкрите повітря, найкраще прикопати разом з горщиком в саду у затінку.
- Вологість повітря та поливання: Якщо азалія знаходиться у квартирі, то необхідно підтримувати підвищену вологість повітря: регулярно зранку поливати й обприскувати. Не можна допускати ні перезволоження, ні застою води в піддоні: і те й інше може бути смертельним для рослини. При цьому вода не повинна бути вапняною, вживати необхідно тільки дощову або, у крайньому випадку, добре вистояну водопровідну воду. Восени полив трохи зменшують, обприскування здійснюють украй рідко. Але з початком опалювального сезону в кімнатах стає дуже сухо, і в сонячні дні обприскування відновляють. Воду азалія любить тільки м'яку (тобто кип'ячену або талу), під час цвітіння рекомендується її обкладати льодом або снігом (якщо такий є). Ґрунт не повинен пересихати. Деякі джерела рекомендують підкисляти воду (кілька кристалів лимонної кислоти на 1 л води).
- Температурний режим: В осінньо-зимовий період рослинам необхідне прохолодне повітря (12-14 °C), але при правильному догляді вони можуть рости й при 20-22 °C.
- Ґрунт: Азалія — одна з деяких кімнатних рослин, яким потрібен кислий ґрунт (ph 4-4,5). Найкраще їй підходить вересова земля, але можна замінити її сумішшю із хвойної й торф'яної землі (2:1) з додаванням невеликої кількості річкового піску. Азалія добре росте в гідропоніці.
- Пересадка: Молоді рослини пересаджують щорічно, старі — раз в 2-3 роки. При пересадці азалій небажано порушувати кореневий ком, замість пересадки рекомендується перевалка з додаванням свіжого субстрату. Тому що коренева система в азалії поверхнева, як посуд використовують тільки плоскі горщики.
- Підживлення: Підживлювати рослину навесні й улітку необхідно 1 раз у тиждень добривами для азалій (сульфат амонію, аміачна селітра, суперфосфат, сульфіт калію), зима-осінь — у період бутонизації рекомендується суперфосфат (15 г на 10 л води).
- Цвітіння: Дуже важливо вчасно обрізати й прищеплювати стебла. Обрізати починають із травня. В'януть всі слабкі й, навпаки, сильно розрослі пагони, особливо ті, які повернені в середину кімнати. Пам'ятайте, чим пишніший кущ, тим слабкіше в нього цвітіння. Молоді пагони прищеплюють, залишаючи на них по 4-5 листочків. З появою невеликих молодих пагонів біля квіткових бруньок їх обов'язково відривають. Для тривалішого цвітіння потрібно також тримати азалію в прохолоді. Квіткові бруньки в процесі розвитку й набрякання випускають бутони — по 2-4 бутона з кожної бруньки. Після того, як азалія перецвіте (а ще краще в міру відцвітання), насінні коробочки потрібно видаляти, щоб не послабити рослину. На відміну від багатьох інших рослин азалію під час цвітіння можна повертати й переносити. Але після того як азалія закінчила цвісти, її необхідно повернути на колишнє місце в те положення, у якому вона перебувала під час бутонизації. Під час цвітіння все відцвіле потрібно відразу ж видаляти, тоді азалія буде цвісти довше. При турботливому догляді азалія рік у рік цвістиме пишніше. Після цвітіння потрібно обрізати всі відцвілі квітки. Для формування пишного кущика обрізку пагонів необхідно проводити кілька разів раннім літом. Також прищипують молоді пагони, що утворюються безпосередньо перед або під час цвітіння.
- Розмноження: У домашніх умовах розмножують азалію стеблевими напівздеревілими черешками, хоча це важко. Звичайні терміни — із травня по серпень. Укорінення швидше й краще відбувається в субстраті з кислою реакцією. Черешки необхідно накривати скляною банкою або поліетиленовою плівкою, регулярно поливати й обприскувати. Оптимальна температура для вкорінення 25С.

### Труднощі при вирощуванні
- Шкідники: Оранжерейна білокрилка, Оранжерейний попіл, Оранжерейний трипе, Цитрусовий борошнистий червець, Суничний кліщ, Плоский червоний кліщ, Азалієва міль, Борознистий довгоносик.
- Зморщене листя: Найімовірніша причина зморщування й обпадання листів — недостатній полив. Можна кілька разів у тиждень занурювати горщик у ємність із водою до повного насичення. Іншими можливими причинами можуть бути низька вологість повітря.
- Короткий період цвітіння: Звичайний винуватець — тепле сухе повітря. Так само може бути через яскраві сонячні промені й недостатній полив.
- Пожовтіння листя: Глиняна земля або глина в воді.

## Галерея

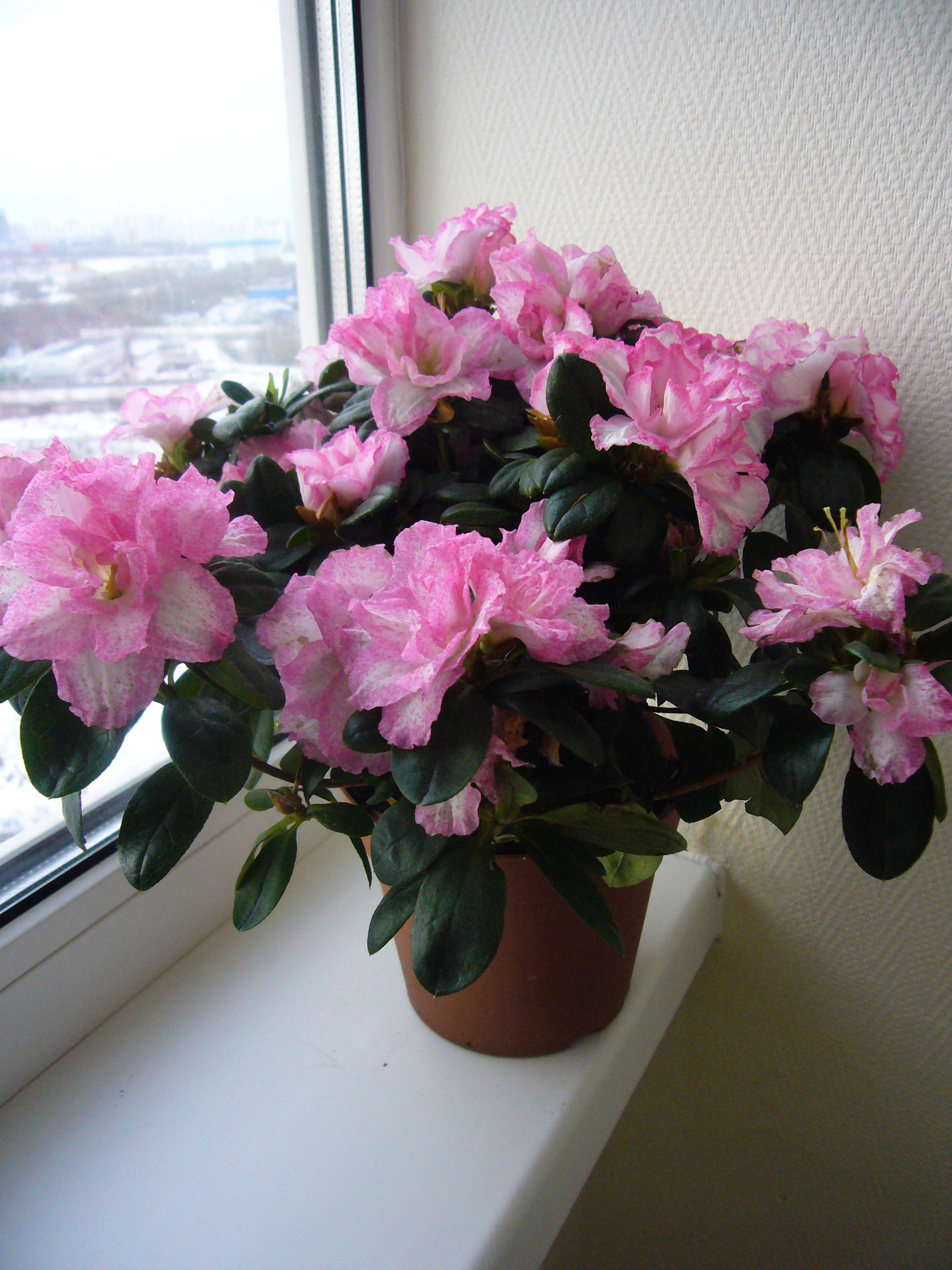
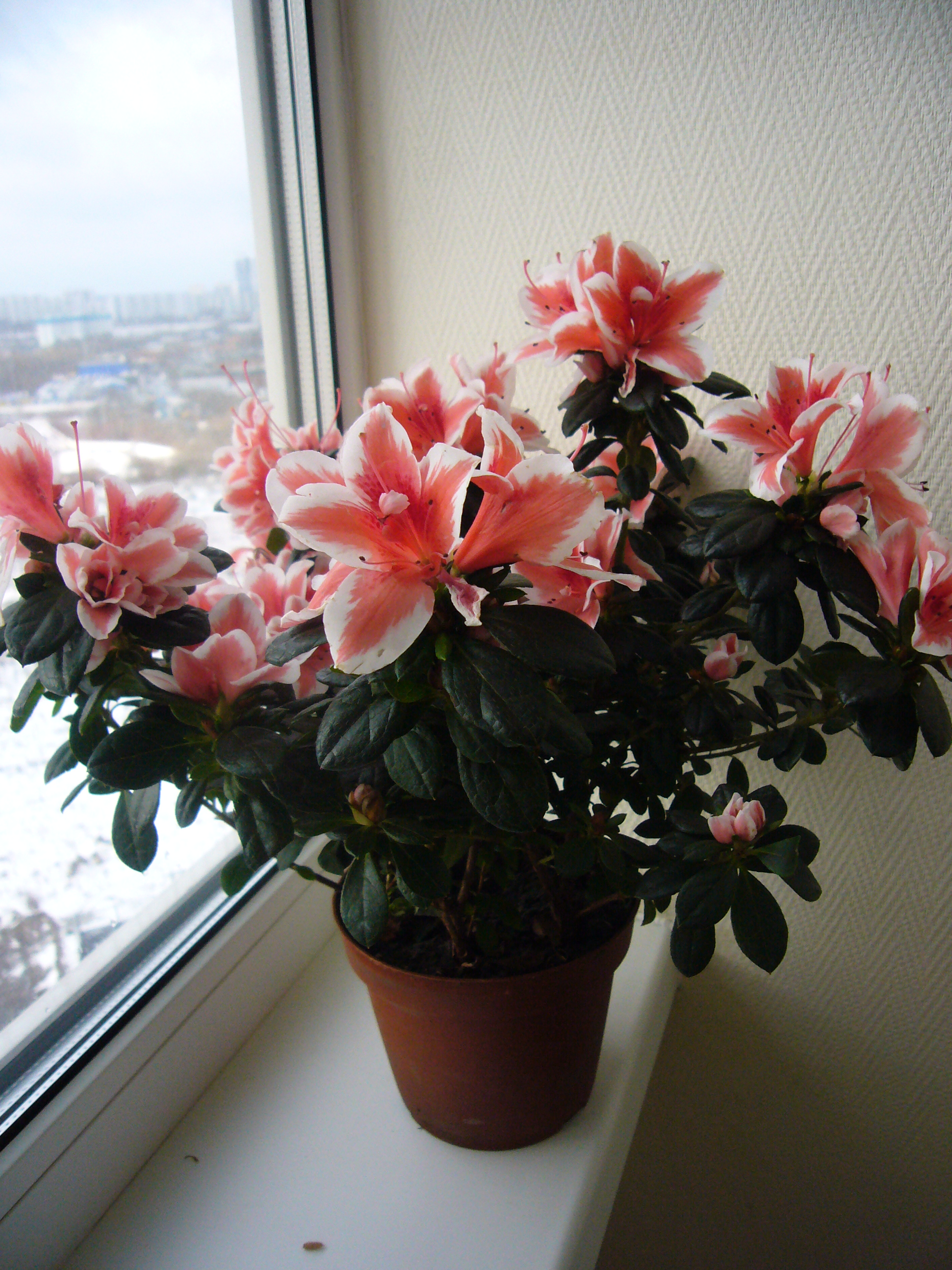
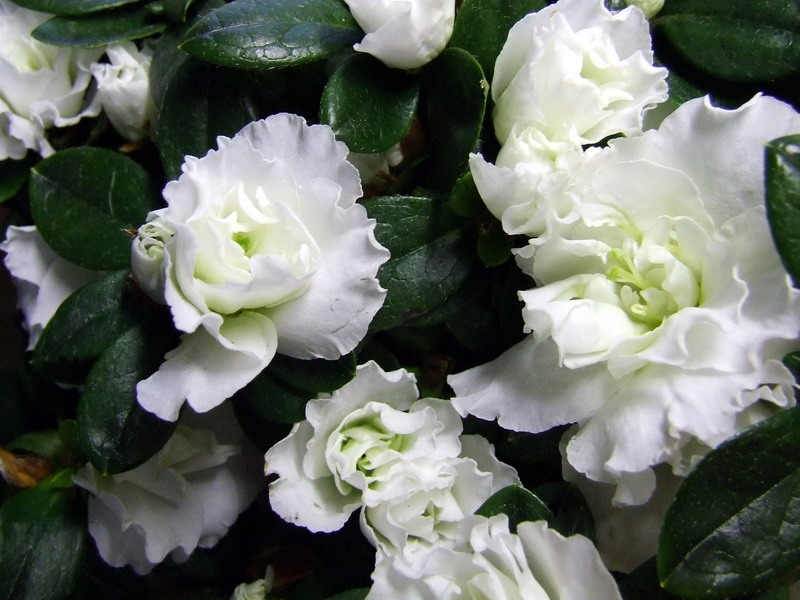
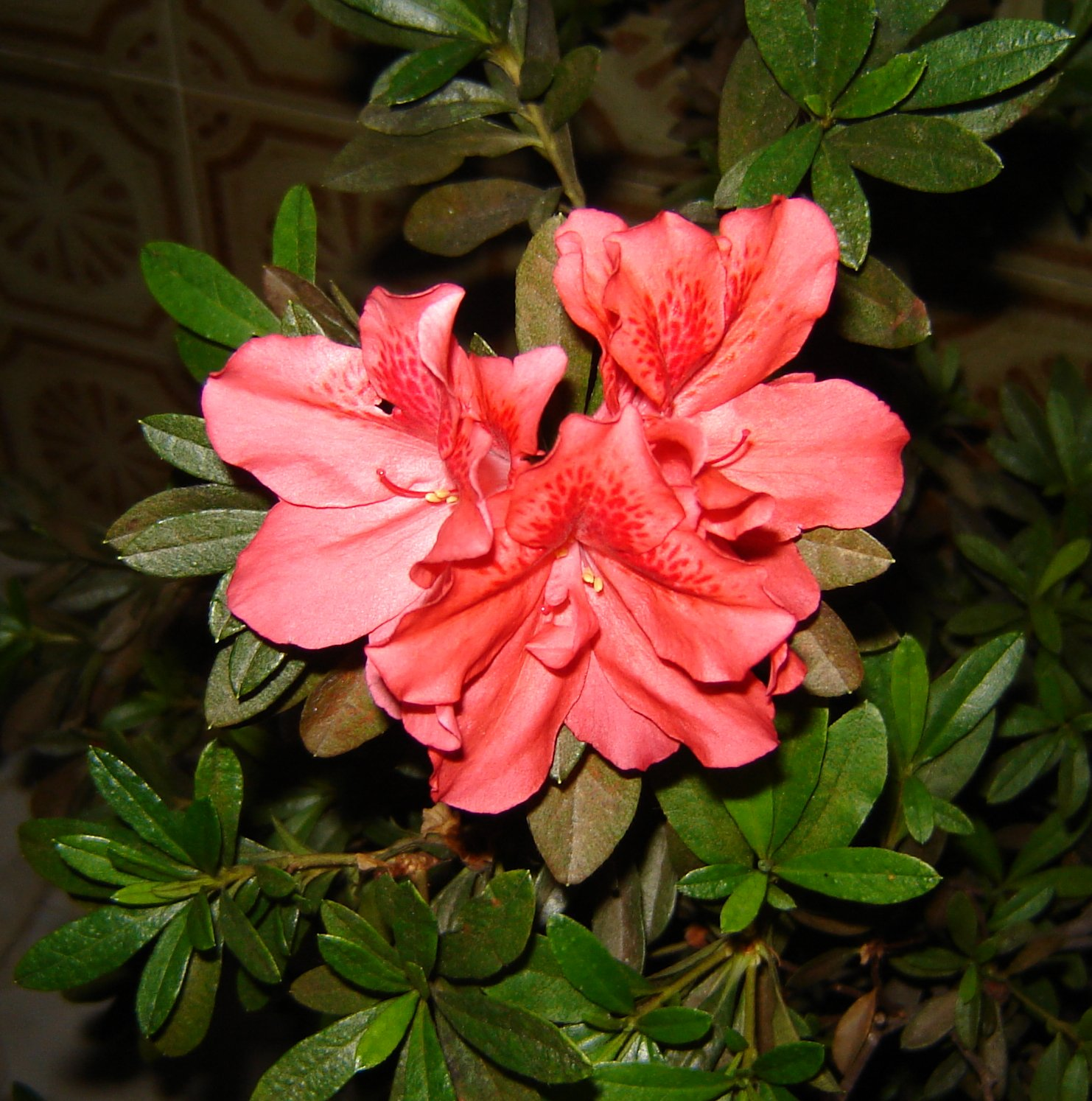